# Atomic Heart: Trapped in Limbo
Atomic Heart: Trapped in Limbo (с англ. — «Атомное сердце: Узник Лимбо») — официальное второе дополнение из четырёх к компьютерной игре Atomic Heart, которое вышло 6 февраля 2024 года для Windows и на консолях Xbox One, Xbox Series X/S, PlayStation 4 и PlayStation 5. Второе дополнение всё также является продолжением оригинальной игры, однако продолжает уже другую, так называемую «длинную» концовку, в которой П-3 всё-таки решает согласиться на просьбу бабы Зины и идёт сражаться с Сеченовым и его телохранительницами Близняшками, в конечном счёте попадая в Лимбо.

## Игровой процесс
В «Узнике Лимбо» разработчики решили поменять концепцию геймплея своей игры. В дополнении игроки должны играть за П-3 в виде Ньютона Пушистова, путешествуя по сюрреалистичному миру Лимбо, проходя трассы, скользя по дорожкам и поднимаясь вверх через препятствия, одновременно собирая яблоки, которые выступают как валюта, за которую можно купить и разблокировать навыки и оружие, а также предстоит искать золотые монетки, за которые можно открыть уникальные скины для оружия из дополнения, которые потом можно будет использовать уже в основной игре. Дополнение также вводит новых врагов и боссов.

## Сюжет
Действие сюжета происходит после финала, в котором П-3 решает противостоять Сеченову; после битвы с Близняшками, роботами-телохранителями Сеченова, ХРАЗ предаёт главного героя и отправляет его в мир Лимбо. Вскоре П-3 просыпается уже в Лимбо, измерении, в котором находится его жена — Екатерина Нечаева. Екатерина в форме полимерной слезы ведет П-3 через странное измерение, пока они восстанавливают память героя. Одновременно с этим Екатерина также информирует П-3 о событиях в реальном мире, сообщая ему, что тело академика Сеченова исчезло, «Коллектив 2.0» ещё не запущен, а собственное бессознательное тело П-3 доставлено в лабораторию вместе с телами Близняшек. В конце концов П-3 всё же сбегает из Лимбо, просыпается в лаборатории около офиса Сеченова и немедленно отправляется на поиски колец, которые он бессознательно бросил в океан, чтобы восстановить Екатерину.

## Разработка
22 сентября 2023 года в рамках Tokyo Game Show 2023 был анонсирован первый тизер игры. В конце ноября 2023 года разработчики заявили, что в дополнении будет «совершенно другая система улучшения своих возможностей», а 14 декабря была объявлена дата релиза.

## Критика
| Сводный рейтинг       | Сводный рейтинг |
| Агрегатор             | Оценка          |
| --------------------- | --------------- |
| «Критиканство»        | 78/100          |
| Иноязычные издания    |                 |
| Издание               | Оценка          |
| IGN                   | 3/10            |
| Русскоязычные издания |                 |
| Издание               | Оценка          |
| GameMAG.ru            | 7/10            |
| StopGame.ru           | «Проходняк»     |

Дополнение, как и первое, получило смешанные отзывы, критики хвалили разнообразный геймплей, но некоторые его и ругали, почти все ругали сюжет, ведь по их словам, в дополнении его было очень мало.
Как подметили некоторые рецензенты, при создании второго дополнения разработчики явно вдохновлялись такими играми, как Counter-Strike (а именно известными сёрф-картами) и Subway Surfers, ведь многие аспекты геймплея были взяты из них.
Многим игрокам не понравилось, что актрису Кристину Шерман, озвучивавшую жену главного героя Екатерину Нечаеву, заменили на популярную стримершу Алину Рин. Студия Mundfish объяснила это тем, что по творческой задумке голос Екатерины Нечаевой в дополнении должен был сильно отличаться от её голоса в «реальном» мире игры, поэтому была выбрана другая актриса озвучивания. Алина Рин также объяснила ситуацию и подчеркнула, что студия проводила кастинг на эту роль, в котором она успешно прошла.